# Museum der Geschichte der Landwirtschaft in Wolhynien
Das Museum der Geschichte der Landwirtschaft in Wolhynien (ukrainisch Музей історії сільського господарства Волині)   ist ein Freilichtmuseum in Rokyni nahe der ukrainischen Stadt Luzk. 

## Geschichte und Beschreibung
Das Museum wurde 1979 eröffnet. In den späten 1980er Jahren wurde unter Museumsdirektor Olexandr Seredjuk beschlossen das Museum um einen Freilichtteil zu erweitern. Das Museum betreibt eine fast selbsttragende Wirtschaft mit einem geschlossenen Wirtschaftskreislauf. Mitarbeiter schlafen in den Häusern und besorgen die Landwirtschaft. Besucher sind eingeladen sich an landwirtschaftlichen Arbeiten zu beteiligen. 1889–1991 wurden zwölf historische Gebäude, darunter ein Bauernhaus mit Stallungen, einer Scheune, einer Windmühle und einem Brunnen in das Museum überführt. Eine Holzkapelle wurde nach Zeichnungen rekonstruiert und zu Christi Himmelfahrt geweiht. 
Im traditionellen Museum wird in acht Räumen die  Geschichte des Dorfes und der Landwirtschaft Wolhyniens in verschiedenen Zeiträumen erzählt. Weitere Themen sind die Natur und Umwelt in der Region und die  Geschichte der ukrainischen Staatlichkeit. 